# شعار (رمز)

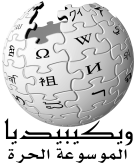
شعار ويكيبيديا

الشعار الرمزي هو شعار يتكون من رمز أو صورة أو عنصر مرئي يستعمل للدلالة على علامة تجارية أو سلعة معينة، وقد يستعمل للدلالة على خصوصية شيء معين أو عائلة معينة، أو لتوضيح فكرة، وقد يمثل الشعار أيضا دولة أو مدينة أو اتحاد دول أو منظمات أو أية مؤسسة أو شركة أو هيئة.
والشعار ليس فقط شكل أو ايكونه أو اسم ذو زخارف، إنه فلسفة لنشاط الشركة وخدماتها بطريقة ترتبط في ذهنك ويصعب محو الشكل والشركة ونشاطها من ذهنك. ويمثل علامة ثقة بين المستهلك والشركة أو مقدم الخدمة، فبمجرد رؤيتك لشعار شركه معروفة تطمئن للخدمة المقدمة عن طريقها.
يكون الشعار عادة مصمما بحيث يوصل الفكرة بسرعة ويمكن الشخص من التعرف على صاحب الشعار بسهولة بحيث يتجنب الخلط بين الجهات ذات الأسماء المتشابهة أو لتمييز شيء ما بصريا، ويتكون الشعار عادة من عنصرين: صورة أو رمز وكتابة بخط معين ومميز. ويكون الشعار عادة علامة تجارية مسجلة. ونرى من ذلك ان الشعار قد يكون بسيطاَ جداً. بحيث ان بساطته هي سر جماله.

## الخصائص

استخدام الدَّوائر فقط في الشعارات من إحدى الأنماط الشائعة في التصميم. تظهر الصورة شعار تويتر المُكوَّن من تظليل مناطق مشتركة بين دوائر مُجرَّدة.

يختلف شعار مشروع معين عن آخر فتتوافر في الشعار الخصائص التالية:
- مميز، ولا يمكن الخلط بينه وبين شعارات أخرى بسهولة.
- عملي ويمكن استخدامه في نطاقات مختلفة دون المساس بسلامته.
- استعماله ضمن أحجام مختلفة صغيرة أو كبيرة، بوضوح.
- استعماله بوضوح سواء استعمل بالألوان أو بالأبيض والأسود.
- يُفضل أن يحتفظ الشعار بشكله العام وخصائصه المميزة عند طباعته على عدة أنواع من الوسائط كالورق أو القماش.
- يمثل الهيئة التابع لها بشكل صحيح وسليم.